# Comté de Hertford
Le comté de Hertford est un comté situé dans l'État de Caroline du Nord aux États-Unis. Son siège est la ville de Winton.

## Histoire
À l'arrivée des colons européens, le comté de Hertford était peuplé par la tribu amérindienne des Meherrin (en). Après des décennies de conflits avec les colons anglais, la tribu s'est déplacée vers le sud de la Virginie, où ils se sont installés en 1706 dans une réserve abandonnée par les Chowanoke. Cette réserve de 6 miles2 était près de l'embouchure de la rivière Meherrin. Cela a été confirmé par un traité de 1726 qui ne les autorisant pas à garder les terres ancestrales.
La tribu a aujourd'hui environ 900 descendants, la plupart vivant dans les 10-15 miles de l'ancienne réserve. La tribu fait partie des sept nations amérindiennes reconnues par l’État en Caroline du Nord,
néanmoins elle cherche toujours la reconnaissance fédérale. Les Meherrin ont un pow-wow annuel à la fin du mois d'octobre.
Le comté a été formé en 1759 à partir de parties des comtés de  Bertie, Chowan, et de Northampton. Il a été nommé en l'honneur de Francis Seymour-Conway, 1er comte puis 1er marquis de Hertford.
En 1779, la partie nord-est du comté de Hertford a été combinée avec des parties des comtés de Chowan et Perquimans pour former le comté de Gates.

## Communautés

### Towns
- Ahoskie
- Como
- Harrellsville
- Murfreesboro
- Winton (siège)

### Census-designated place
- Cofield

## Démographie
| 1790  | 1800  | 1810  | 1820  | 1830  | 1840  |
| ----- | ----- | ----- | ----- | ----- | ----- |
| 5 949 | 6 701 | 6 052 | 7 712 | 8 537 | 7 484 |

| 1850  | 1860  | 1870  | 1880   | 1890   | 1900   |
| ----- | ----- | ----- | ------ | ------ | ------ |
| 8 142 | 9 504 | 9 273 | 11 843 | 13 851 | 14 294 |

| 1910   | 1920   | 1930   | 1940   | 1950   | 1960   |
| ------ | ------ | ------ | ------ | ------ | ------ |
| 15 436 | 16 294 | 17 542 | 19 352 | 21 453 | 22 718 |

| 1970   | 1980   | 1990   | 2000   | 2010   | - |
| ------ | ------ | ------ | ------ | ------ | - |
| 23 529 | 23 368 | 22 523 | 22 601 | 24 669 | - |